# جون أوغستون
جون أوغستون (بالإنجليزية: John Ogston)‏ هو لاعب كرة قدم بريطاني، ولد في 15 يناير 1939 في أبردين في المملكة المتحدة، وتوفي في 16 أغسطس 2017. شارك مع منتخب اسكتلندا تحت 21 سنة لكرة القدم. أما مع النوادي، فقد لعب مع نادي أبردين ونادي دونكاستر روفرز ونادي ليفربول.